# Kletterweltmeisterschaft 2019
Die Kletterweltmeisterschaft 2019 bezeichnen die vom 11. bis 21. August 2019 ausgerichteten Kletterweltmeisterschaften in Hachiōji, Japan. Es wurden die Disziplinen Leadklettern, Speedklettern, Boulder und Kombination ausgerichtet. Die Weltmeisterschaft war zudem der erste offizielle Qualifikationswettkampf für die Olympischen Spiele 2020. Die Wettkämpfe fanden in der Ésforta Arena statt und es traten 253 Athleten aus 39 Nationen an.
Die Paraclimbing-Weltmeisterschaft 2019 sollte ursprünglich gemeinsam stattfinden, wurde jedoch wegen Terminschwierigkeiten nach Briançon verlegt.

## Resultate

### Bouldern
Janja Garnbret erreichte im Finale drei Tops und drei Zonen und gewann damit die Weltmeisterschaft im Bouldern. Akiyo Noguchi sowie Shauna Coxsey schafften zwei Tops und zwei Zonen. Da Noguchi weniger Versuche benötigte, wurde sie Zweite und Coxsey Dritte.
Bei den Herren wurde mit zwei Tops und vier Zonen Tomoa Narasaki Weltmeister im Bouldern. Jakob Schubert wurde Zweiter mit keinen Tops und drei Zonen. Dritter wurde Yannick Flohé, der ebenfalls keine Tops und drei Zonen schaffte, aber mehr Versuche benötigte als Schubert.
|        | Finale        | Sieger         | Zweiter        | Dritter       |
| ------ | ------------- | -------------- | -------------- | ------------- |
| Frauen | 13. Aug. 2019 | Janja Garnbret | Akiyo Noguchi  | Shauna Coxsey |
| Männer | 13. Aug. 2019 | Tomoa Narasaki | Jakob Schubert | Yannick Flohé |

### Lead
Bei den Frauen gewann Janja Garnbret, die als Einzige 43+ Punkte erreichte. Mia Krampl wurde mit 39+ Punkten Zweite und Ai Mori mit 38+ Punkten Dritte. Bei den Herren gewann Adam Ondra mit 34+ Punkten. Alexander Megos und Jakob Schubert erreichten beide 33+ Punkte, weshalb die Ergebnisse des Halbfinals zählten. Dort erreichte Megos 40+ und Schubert 30+, weshalb Megos Zweiter und Schubert Dritter wurde.
|        | Finale        | Sieger         | Zweiter         | Dritter        |
| ------ | ------------- | -------------- | --------------- | -------------- |
| Frauen | 15. Aug. 2019 | Janja Garnbret | Mia Krampl      | Ai Mori        |
| Männer | 15. Aug. 2019 | Adam Ondra     | Alexander Megos | Jakob Schubert |

### Speed
Die schnellste Zeit bei den Frauen wurde von Aleksandra Mirosław im Finale gegen Di Niu geklettert und betrug 7,129 Sekunden. Im kleinen Finale duellierten sich Anouck Jaubert und Song Yiling.
Bei den Herren betrug die schnellste Zeit 5,58 Sekunden und wurde von Zhong Qixin in der ersten Runde geklettert. Ludovico Fossali erhielt im Viertelfinale und im Halbfinale eine Wildcard, weil seine Gegner Fehlstarts begingen. Im Finale stürzte Fossalis Gegner Jan Kříž, wodurch Fossali Weltmeister wurde. Im kleinen Finale duellierten sich Stanislaw Kokorin und Danyjil Boldyrjew.
|        | Finale        | Sieger              | Zweiter  | Dritter           |
| ------ | ------------- | ------------------- | -------- | ----------------- |
| Frauen | 17. Aug. 2019 | Aleksandra Mirosław | Di Niu   | Anouck Jaubert    |
| Männer | 17. Aug. 2019 | Ludovico Fossali    | Jan Kříž | Stanislaw Kokorin |

### Kombination
Für den Kombinationswettkampf qualifizierten sich die Top 20 der Kletterer, die in Bouldern, Lead und Speed antraten. Die Platzierungen der einzelnen Disziplinen werden dabei multipliziert. Im Kombinationswettkampf wurde bei den Frauen Janja Garnbret Sechste im Speed, Zweite im Bouldern und Erste im Lead. Damit erreichte sie 12 Punkte und wurde Weltmeisterin. Bei den Herren wurde Tomoa Narasaki Zweiter im Speed, Erster im Bouldern und Zweiter im Lead und wurde mit nur 4 Punkten Weltmeister.
|        | Finale        | Sieger         | Zweiter        | Dritter            |
| ------ | ------------- | -------------- | -------------- | ------------------ |
| Frauen | 20. Aug. 2019 | Janja Garnbret | Akiyo Noguchi  | Shauna Coxsey      |
| Männer | 21. Aug. 2019 | Tomoa Narasaki | Jakob Schubert | Rischat Chaibullin |

## Qualifikation für die Olympischen Spiele 2020
Die sieben besten Kletterer im Kombinationswettbewerb qualifizierten sich für die Olympischen Spiele 2020. Insgesamt gab es je sieben Plätze bei den Frauen und bei den Herren, dabei höchstens zwei Plätze pro Nation. Japan bekam als Gastland insgesamt vier Plätze.
| Qualifikation Olympische Spiele 2020                                                                      | Qualifikation Olympische Spiele 2020                                                                       |
| Frauen | Herren |
| --- | --- |
| Janja Garnbret Akiyo Noguchi Shauna Coxsey Aleksandra Mirosław Miho Nonaka Petra Klingler Brooke Raboutou | Tomoa Narasaki Jakob Schubert Rischat Chaibullin Kai Harada Mickaël Mawem Alexander Megos Ludovico Fossali |